# Lecanora viridissima
Lecanora viridissima är en lavart som beskrevs av A.Nordin, Sundin och Göran Thor. Lecanora viridissima ingår i släktet Lecanora, och familjen Lecanoraceae. Arten är reproducerande i Sverige.